# .me
.me – krajowa domena internetowa najwyższego poziomu przypisana dla Czarnogóry.
Zgodnie z decyzją ISO z dnia 29 września 2006, skrót ME stał się kodem kraju dla Czarnogóry (zgodnie z normą ISO 3166-1). W związku z tym IANA przydzieliło .me jako krajową domenę najwyższego poziomu dla tego kraju. Jest to spowodowane faktem, że w czerwcu 2006 Serbia i Czarnogóra podzieliła się na Serbię i na Czarnogórę jako dwa niezależne kraje. Domena .me wraz z .rs zastępuje domenę .yu.
Słowo me w języku angielskim oznacza mnie, stąd .me jest promowana jako domena globalna (podobnie jak .tv, .as) do tworzenia ciekawych adresów, np. name.me lub plzkiss.me.